# 근위축성 측삭경화증
근위축성 측삭경화증(筋萎縮性側索硬化症; amyotrophic lateral sclerosis, ALS) 또는 루게릭병(Lou Gehrig's disease)은 수의근을 제어하는 신경세포가 소멸되는 병으로 근육이 딱딱해지고, 경련을 일으키며, 점차적으로 약해져서 그 크기가 줄어든다.

## 원인
약 10%는 유전적인 특징으로 나타나지만, 대부분 산발적으로 발병한다. 다른 퇴행성 신경계 질병과 마찬가지로 아직 발병 원인이 명확하게 밝혀지지 않았다. 세계적으로 발병 원인을 밝히기 위한 연구를 진행하고 있으며 그 가설로 제시한 게 다음과 같다.
- 글루타민산 과잉설

운동 신경으로 신호 전달 역할을 하는 글루타민산 양이 지나치게 많아져 운동 신경을 파괴한다는 설
- 환경설
- 신경영양인자 결핍설

신경을 성장시키거나 손상 세포를 회복시키는 데 필요한 영양 성분이 결핍되어 운동 신경이 파괴된다는 설
- 가족성/유전성설

5~10%의 환자가 유전적인 특징을 나타낸다. 이 중 약 20%의 가족에서 21번 염색체에서 원인 유전자의 돌연변이가 확인되고 있다. 현재까지 모두 8곳의 유전자가 가족성 루게릭병을 유발한다고 보고되었다.
- 그 외의 학설

바이러스 감염설, 환경 오염으로 인한 중금속 축적설, SOD, 혈액형 B형 (출처: The relation of blood groups and the secretor factor to amyotrophic lateral sclerosis )

## 증상
초기에는 손과 손가락, 다리의 근육이 약해지고 가늘어지는 증상이 나타난다.또, 말하기가 어려워지고 음식물을 삼키기가 어려워진다. 시간이 흐름에 따라 증세가 점점 심해진다. 전신의 근력이 약해져서 음식물을 삼키거나 말을 하는 것이 힘들어지며 자력으로 일어날 수 없게 된다. 또, 호흡근이 약해져 호흡장애가 나타난다. 의식과 오감은 말기까지 정상이므로 지능에는 이상은 없으며, 많은 환자들에게서 안구운동장애, 방광/직장장애 및 욕창은 거의 발생하지 않는다.
모든 환자에게 같은 패턴의 증상이 나타나는 것은 아니다. 그러나 근육의 약화나 마비는 대부분의 환자에게서 발견된다.
- 근육의 약화

상위운동뉴런(upper motor neuron)의 퇴화에 의해 근육의 경직이 일어나고, 하위운동뉴런(lower motor neuron)의 퇴화에 의해 근육의 약화, 위축, 경련이 일어난다. 위에서도 언급했듯이, 초기에는 손과 손가락의 근육이 약해지기 시작하여 퇴화가 진행됨에 따라 몸의 다른 부분에서도 나타난다. 환자들은 목과 팔, 다리가 약해지며 병의 진행됨에 따라 움직임에 더 큰 어려움을 겪는다. 나중에는 혀와 볼의 근육이 약해져서 씹고 삼키는 일조차 힘들어진다.
- 단일 수축

거의 대부분, 근육의 약화가 발생한 이후 피부 아래의 근육이 일시적으로 수축하는 증상이 나타난다. 단일 수축에는 많은 원인이 있으나, 이 질병을 겪는 환자에게는 운동뉴런질병(motor neuron's disease)의 징후로 나타난다. 뇌와 인체의 나머지 부분의 상호작용이 파괴되면서 제 위치를 벗어난 자극 전달이 단일 수축을 초래한다. 하위운동뉴런(lower motor neuron)의 퇴화도 피부 바로 아래의 근육 수축에 영향을 끼친다.
- 언어 능력 감소

초기 증상에 해당한다. 말을 할 때 코먹은 소리가 나며, 단어를 구성하여 말하는 것이나 긴 대화가 어렵다. 연구개(soft palate)가 약해지고 뇌에서 혀로 전달되는 상호작용이 원활하게 이루어지지 않는다. 호흡근이 약화되었을 경우에는 쉽게 이해할 수 있을 정도로 큰 목소리를 내기 어렵기 때문에 의사소통에 지장이 많다.
- 호흡 장애

말기 증상에 해당한다. 서서히 호흡근이 악화되기 시작하며 호흡이 무의식적으로 이루어지지 못한다. 따라서 자각적인 호흡이 이루어져야 하므로 더 많은 에너지가 소모된다. 결과적으로 피로가 증가하고 호흡이 어려워진다. 호흡근의 약화는 감기, 독감 또는 폐렴 같은 호흡 기관의 감염 위험을 증가시킬 수 있으며, 음식물이 폐로 유입될 가능성도 높인다.

## 진단 및 검사
일차적으로 나타나는 임상적 증상을 근거로 진단한다. 위에서 설명한 증상들을 신경과 의사의 진료를 통해 확인하는 것으로 임상적 진단을 내릴 수 있다.
임상적 진단 후에, 병을 확진하기 위해 근전도 및 근조직 검사, 뇌척수액 검사를 시행한다. 이 병과 비슷한 임상적 증상을 나타내는 다른 치료 가능한 질환일 가능성을 염두에 두고 혈액검사(혈청단백전기영동, 갑상선 호르몬 측정, 부갑상선 호르몬 측정, 항체검사)와 소변검사, 경부 척추 X-선 및 MRI 검사도 병행한다.

## 치료 및 경과
근본적인 치료법은 존재하지 않는다. 진단 이후 환자의 평균 수명은 3~4년이나, 10% 정도는 증상이 점차 좋아지는 양성 경과를 보이며 10년 이상 생존하기도 한다.

### 약물치료
병의 진행을 지연시켜 생존기간을 수개월 정도 연장시키는 효과가 있다고 인정된 릴루텍 정(riluzole)을 이용한다. 이 약은 운동 신경세포(neuron)을 파괴하는 원인의 하나로 여겨지는 과도한 글루타민산을 억제하는 약이다. 일단 파괴된 신경은 원래대로 돌아오지 않으므로, 이 약을 복용함으로써 증상이 없어지거나 다시 건강한 상태로 회복되지는 않는다. 이 약으로 인해 간에서 부작용이 일어날 수 있기 때문에 지속적인 모니터링이 필요하다.

### 물리치료
물리치료사들은 걷기, 침대에 눕기, 의자에서 일어나기 같은 움직임을 주시한다. 물리치료는 몸의 움직임을 개선하는 데 도움을 주며, 육체적인 고통을 줄일 수 있다. 또한 영구적인 신체 장애를 늦추고 부분적으로는 막을 수도 있다.

### 작업치료
초기 단계의 환자들이 오랫동안 독립적으로 생활을 유지할 수 있도록 하는 것이 작업 치료의 목표이다. 집과 일터의 수정, 맞춤 장비, 운동, 치료적 개입이 그 방법이다. 이 치료를 통해 환자들은 더 강한 근육이 약해진 근육을 도울 수 있는 방법을 배운다. 휴식과 에너지 보존의 기본적인 원리를 이해하는 것이 중요하다.

### 언어치료
질병 초기 단계에서는, 불분명한 발음을 방지하는 것에 초점을 맞춘다. 후기 단계에서는, 비(非)언어적 표현을 이용하는 등 대안을 통해 의사소통하는 것에 집중한다. 언어장애가 근육의 약화로 인해 발생한 것이라 하더라도, 언어치료는 근육 강화에 초점을 맞추지 않는다. 너무 많은 발화(發話) 훈련은 환자의 피로를 쌓이게 만들기 때문에 좋지 않다.

### 호흡요법
호흡요법은 지속적인 모니터링 가운데 전반적으로 이루어진다. 폐의 허탈(collapse)을 막기 위해 산소 호흡기를 사용한다. 환자가 담배를 피우던 사람이라면 금연을 하도록 하며, 독감 백신을 접종한다. 호흡을 감소시키는 약을 처방한다.

## 병명의 한국어 표현
근위축성 측삭(側索) 경화증(硬化症)이 정확한 한자 발음이며, 한국 ALS 협회에서도 사용하고 있다. 索은 "찾을 색", "새끼줄 삭"의 두 가지 뜻과 발음이 있다. 탐색(探索)의 뜻으로는 '색'으로 발음한다. 측삭(側索)은 신경세포(뉴런)의 모양을 참고할 때 옆으로 길게 늘어져 있는 새끼줄과 같은 것을 뜻한다고 봄이 타당하므로 '삭'으로 발음하는 것으로 여겨야 한다.

## 유명한 환자
- 루 게릭
- 스티븐 호킹
- 박승일 (농구인)
- 스티븐 힐렌버그
- 차경복

## 같이 보기
- 루 게릭
- 스티븐 호킹
- 내 사랑 내 곁에 (영화) - 근위축성 측삭 경화증 환자를 주인공으로 한 영화
- 아이스 버킷 챌린지